# Нова демокрация
Нова демокрация (на гръцки: Νέα Δημοκρατία) е либерално-консервативна и християндемократична политическа партия в Гърция. В съвременната гръцка политика Нова демокрация е основната дясна политическа партия и една от двете големи партии заедно с историческия си съперник Общогръцкото социалистическо движение (ПАСОК). Нова демокрация и ПАСОК са създадени в резултат на свалянето на военната хунта през 1974 г. и управляват Гърция последователно през следващите четири десетилетия. След изборния спад на ПАСОК, Нова демокрация остава една от двете големи партии в Гърция, а другата е Коалицията на радикалната левица (СИРИЗА). Партията е основана през 1974 г. от Константинос Караманлис и през същата година сформира първия кабинет на Третата гръцка република. Нова демокрация е член на Европейската народна партия, най-голямата европейска политическа партия от 1999 г. насам, Центристкия демократичен интернационал, както и Международния демократичен съюз.
Подкрепата за Нова демокрация идва от широк електорат, вариращ от центристи до консерватори и националисти до постмодернисти. От географска гледна точка основната му опорна база е в селските райони на Гърция, както и в градските центрове на Атина и Солун. Подкрепата му като цяло е по-слаба в райони като Арта, Ахая и Крит, с изключение на някои части в Ханя и Ретимно. Традиционно Нова демокрация получава най-големи проценти в Лакония, Месения, Кастория и Серес. След като прекарва четири години и половина в опозиция на правителството на СИРИЗА, Нова демокрация възвръща мнозинството си в гръцкия парламент и се връща в правителството под ръководството на Кириакос Мицотакис след гръцките парламентарни избори през 2019 г. Партията си осигурява абсолютно мнозинство в парламента на парламентарните избори в Гърция през юни 2023 г.
Нова демокрация е изправена пред значителни критики за ролята си във фискалната криза, която поглъща Гърция през 2010 г., както и за финансовото си управление през 2000-те години. Много академични учени изтъкват склонността на партията към липса на прозрачност по отношение на финансовите данни и използването на ресурсите, което поражда опасения относно тяхната отчетност като политически субект в страната. Освен това Нова демокрация е подложена на критики заради значителния си дълг към гръцката държава, възлизащ на умопомрачителните 435 милиона евро към 2023 г.

## История
Партията е основана на 4 октомври 1974 г. от Константинос Г. Караманлис. Той определя с учредителен манифест идеологическата ориентация на партията като „радикален либерализъм, основаващ се на свободата на пазара при умерена намеса на държавата“.
На изборите през ноември 1974 г. Нова демокрация печели изборна победа с 54,37% (220 депутатски места). Лидерът на партията Караманлис съставя правителство и става министър-председател. На следващата година (1974) е гласувана новата Конституция на страната.
През 1977 г. Нова демокрация отново печели изборите с 42% (172 депутатски места). За министър-председател отново е избран К. Караманлис.
През 1979 г. в Халкидики се провежда първият конгрес на партията. Отново е потвърдена либералната ориентация на провежданата политика. Приет е устав и устройствен правилник. За първи път в политическия живот на Гърция участниците в конгреса са избрани на вътрешнопартийни избори. През май 1979 г. Гърция е приета за член на ЕИО.
На президентските избори през 1980 г. кандидатът на партията К. Караманлис е избран за първи президент на Гърция. През май същата година за председател на Нова демокрация е избран Георгиос Ралис. Във връзка с предстоящите парламентарни избори през юни 1981 г. се провежда извънреден конгрес на партията. На изборите през октомври същата година Нова демокрация печели 36% и преминава в опозиция, а председателят Г. Ралис подава оставка. Непосредствено след това, декември 1981 г., за нов председател е избран Евангелос Авероф.
На изборите за Европейски парламент през юни 1984 г. Нова демокрация печели 38%. През август същата година Е. Авероф подава оставка, за нов председател на партията е избран (септември 1984) Константинос Мицотакис.
На парламентарните избори през юни 1985 г. Нова демокрация печели 41% и отново остава в опозиция. През септември същата година Константинос Стефанопулос и още девет депутати напускат партията и създават нова дясноцентристка партия „Демократично обновление“.
През септември 1986 г. се провежда вторият конгрес на партията. На него е взето решение да се даде по-голяма публичност на либералната същност на партията, направени са промени в устава и устройствения правилник. На общинските избори през октомвр] 1986 г. печели надпреварата в големите градове. За кмет на Атина е избран Милитиадис Еверт, на Пирея - Андреас Андрианопулос, а на Солун – Сотирис Кувелас.
След неуспешните опити да спечели властта и участието ѝ в две коалиционни правителства – на Дзанис Дзанетакис и Ксенофонт Золотас на парламентарните избори, проведени на 8 април 1990 г., Нова демокрация печели 47%. За министър-председател е избран лидерът на партията Константинос Мицотакис.
След вътрешни противоречия през юни 1993 г. депутатът Андонис Самарас напуска партията и основава нова партия - „Политическа пролет“. През септември същата година приближените до А. Самарас депутати напускат Нова демокрация, крехкото мнозинство е нарушено и са обявени нови парламентарни избори.
На 10 октомври 1993 г. се провеждат парламентарни избори, Нова демокрация печели 39,3% и преминава в опозиция. Председателят на партията Константинос Мицотакис подава оставка. През ноември за нов председател е избран Милтиадис Еверт.
През април 1994 г. се провежда третият конгрес на Нова демокрация. Взети са решения по голям брой въпроси, засягащи общественото и политическото развитие на страната, гласувани са нов устройствен правилник и нова партийна програма. Като стратегическа цел е обявен нов либерален курс. На изборите за европейски парламент през юни същата година партията печели 32,63%. На общинските избори (октомври 1994) печели надпреварата в два от големите градове в страната (Атина и Солун) и в 12 окръжни града.
На парламентарните избори, проведени на 22 септември 1996 г., Нова демокрация печели 38,12%. Във връзка с изборната загуба Милтиадис Еверт подава оставка, но на изборите за нов председател през октомври същата година отново е избран.
На 1 и 2 май 1997 г. се провежда четвъртият конгрес на Нова демокрация. На него са разгледани кандидатурите за кандидат за президент на партията. За кандидат за президент е избран К. Караманлис. През октомври 1998 г. се провеждат общински избори и партията печели надпреварата и в трите големи града на страната (Атина, Пирея и Солун) и в 27 окръжни града.
През март 2000 г. е проведен конгрес на партийния актив. Приети са целите и задачите, стоящи пред партията през новото хилядолетие. На изборите за Европейски парламент през април същата година Нова демокрация печели 42,7%. През юни 2000 г. е проведен извънреден конгрес, на който са разгледани някои идеологически и организационни проблеми, а през март 2001 и петият редовен конгрес - по предложение на К. Караманлис в партията отново е приет напусналият по-рано Георгиос Суфляс.
През октомври 2002 г. на общинските избори партията печели в 30 окръжни града и в трите големи града на страната.
Нова демокрация печели най-много места на предсрочните парламентарни избори през май 2012 година – 108 от общо 300 места в парламента, но новият парламент не успява да избере правителство. На 17 юни 2012 г. са проведени нови парламентарни избори, на които Нова демокрация получава 129 места и Андонис Самарас съставя коалиционно правителство заедно с ПАСОК и Демократичната левица.

### НД в опозиция
Поради загуба на предсрочните изборите през януари 2015 г. партията е принудена да премине в опозиция. След загубата на проевропейските сили на референдума на 5 юли 2015 г. лидерът на Нова демокрация Андонис Самарас подава оставка, заменен като временен председател от Евангелос Меймаракис. След новите предсрочни избори през септември 2015 г. партията отново остава в опозиция. Настъпват ожесточени междуособни борби в ръководството, които водят до отмяна на насрочените за 22 ноември 2015 г. вътрешнопартийни председателски избори поради „технически причини“, създадени от обслужващата компютърна фирма. Е. Меймаракис си подава оставката, а следващ временен председател става Йоанис Плакиотакис. На 20 декември 2015 и 10 януари 2016 г. се провеждат вътрешнопартийни избори в два тура, в резултат на които Кириакос Мицотакис е избран за нов председател на партията.
След четири години през 2019 г. Нова демокрация печели първо европейските, а впоследствие и парламентарните избори и Кирякос Мицотакис съставя самостоятелно правителство на НД.

## Участие в избори
| Година           | Тип избори    | Гласове   | %              | Спечелени места от общия брой | +/- | Място в управлението              |
| ---------------- | ------------- | --------- | -------------- | ----------------------------- | --- | --------------------------------- |
| 1990             | парламентарни | 3 088 137 | 46.9 (1 място) | 150 / 300                     | 2   | Правителство                      |
| 1993             | парламентарни | 2 711 737 | 39.3 (2 място) | 111 / 300                     | 39  | опозиция                          |
| 1996             | парламентарни | 2 586 089 | 38.1 (2 място) | 108 / 300                     | 3   | опозиция                          |
| 2000             | парламентарни | 2 935 196 | 42.7 (2 място) | 125 / 300                     | 17  | опозиция                          |
| 2004             | парламентарни | 3 360 424 | 45.4 (1 място) | 165 / 300                     | 40  | Правителство                      |
| 2007             | парламентарни | 2 994 979 | 41.9 (1 място) | 152 / 300                     | 13  | Правителство                      |
| 2009             | парламентарни | 2 295 967 | 33.5 (2 място) | 91 / 300                      | 61  | опозиция                          |
| 2012 (май)       | парламентарни | 1 192 103 | 18.9 (1 място) | 108 / 300                     | 17  | служебно правителство             |
| 2012 (юни)       | парламентарни | 1 825 497 | 29.7 (1 място) | 129 / 300                     | 21  | Коалиционно правителство          |
| 2014             | европейски    | 1 298 713 | 22.7 (2 място) | 5 / 21                        | 3   |                                   |
| 2015 (януари)    | парламентарни | 1 718 694 | 27.9 (2 място) | 76 / 300                      | 53  | опозиция                          |
| 2015 (септември) | парламентарни | 1 526 205 | 28.3 (2 място) | 75 / 300                      | 1   | опозиция                          |
| 2019             | европейски    | 1 872 814 | 33.1 (1 място) | 8 / 21                        | 3   |                                   |
| 2019             | парламентарни | 2 251 411 | 39.9 (1 място) | 158 / 300                     | 83  | Правителство                      |
| 2023 (май)       | парламентарни | 2 994 979 | 41.9 (1 място) | 146 / 300                     | 12  | Връща първият проучвателен мандат |
| 2023 (юни)       | парламентарни | ?         | 40.5 (1 място) | 158 / 300                     | 12  | Правителство                      |

## Идеология
Политическата позиция на Нова демокрация е поставена като дясна. Основните идеологии на партията са описани като либерално-консервативни, или консервативно-либерални, християндемократически, и с проевропейска позиция.

## Лидери
- 1. Константинос Г. Караманлис (1974 – 1980)
- 2. Георгиос Ралис (1980 – 1981)
- 3. Евангелос Авероф (1981 – 1984)
- 4. Константинос Мицотакис (1984 – 1993)
- 5. Милтиадис Еверт (1993 – 1997)
- 6. Константинос А. Караманлис (1997 – 2009)
- 7. Андонис Самарас (2009 – 2015)
- Вангелис Меймаракис (и.д., 5 юли – 24 ноември 2015)
- Янис Плакиотакис (и.д., 24 ноември 2015 – 10 януари 2016)
- 8. Кириакос Мицотакис (10 януари 2016 – )